# Юный экзорцист
«Юный экзорцист» (англ. Teenage Exorcist) — кинофильм, снятый кинорежиссёром Грантом Остином Уолдманом в 1991 году и вышедший на видео тремя годами позднее.

## Сюжет
Выпускница колледжа переезжает в старый особняк. Вскоре после этого злые демоны превращают её жизнь в кромешный ад.

## В ролях
- Бринк Стивенс — Диана
- Эдди Дизен — Эдди
- Оливер Дарроу — Демон
- Джей Ричардсон — Майк
- Майкл Берриман — Герман
- Роберт Куорри — отец МакФеррин
- Хоук Хауэлл — барон ДеСад
- Кэтрин Кейтс — сумасшедшая
- Джо Зиммерман — зомби
- Том Шелл — Джефф

## Слоган
«Если пицца не будет у нас через 20 минут… Мы заберём твою душу бесплатно!»